# 高桥营街道
高桥营街道，是中华人民共和国河南省许昌市魏都区下辖的一个乡镇级行政单位。

## 行政区划
高桥营街道下辖以下地区：
高桥营社区、大罗庄社区、刘铁庄社区、东李庄社区、老吴营社区和板桥社区。